# I Trolls
I Trolls, poi New Trolls, sono stati un gruppo musicale pop-rock italiano.

## Storia
Il gruppo inizia a fare musica nel 1965 quando Pino Scarpettini, livornese di nascita, si trasferisce a Genova per completare gli studi musicali di composizione ed orchestrazione presso il Maestro Moretti del Conservatorio Paganini. Conosce Vittorio De Scalzi, figlio del titolare dell'albergo dove risiede (Genova Sturla).
Pino suonava il piano e veniva da una prima esperienza di gruppo, gli Astratti. Con Vittorio, che suonava la chitarra, nasce subito un'intesa. Inizialmente Pino coinvolge Vittorio in una breve parentesi con gli Astratti, poi i due creano un primo gruppo denominato i Goldfingers.
Un giorno Pino, passeggiando per il centro di Genova, vede esposto in una vetrina uno strano pupazzetto capellone e portafortuna. Lo compra e propone a Vittorio di chiamare il gruppo con il nome del portafortuna, uno gnomo delle fiabe scandinave, il troll. Da quel momento (è il 1966) inizia la scalata dei Trolls al successo. Non hanno rivali nei concorsi, che vincono e stravincono con consensi di stampa e popolarità. Gli altri componenti sono Ugo Guido al basso, Giulio Menin alla batteria e Piero Darini alla chitarra. In breve tempo sono chiamati i Beatles italiani. Il loro brano più famoso è A che vale vivere, cover della canzone I've Been Loving You Too Long di Otis Redding.
Il salto avviene al concorso 1º Torneo Rapallo Davoli dove in una finale tiratissima si piazzano al terzo posto, dopo i Mat 65 e I Corvi, un vero trionfo culminato con il contratto con la Columbia Voce del Padrone e l'uscita del primo 45 giri Dietro la nebbia/Questa sera.
Poi il gruppo originario ha dei cambiamenti e si divide in due realtà. Ancora due 45 giri, Cherish e Il mondo che vuoi, per i Trolls con Pino, Ugo Guidi e Piero Darini, ai quali si aggiungono Luciano Milanese ed Enzo Berruti (detto Bunny). Questi Trolls vincono ancora un grande referendum, Complessi dell'Estate indetto dal settimanale Ciao Amici, aggiudicandosi la manifestazione nel settembre del 1966 (Palasport di Torino) arrivando primi davanti ai Rokes, New Dada, Equipe 84, Giganti, Renegades, Pooh, Dik Dik, Nomadi e tanti altri.
Seguono concerti, televisione, articoli stampa, dischi fino al 1967. Qui si interrompe l'esperienza dei Trolls di Pino Scarpettini e inizia quella di Vittorio De Scalzi, che aggiunge un New al nome originale e continua la storia come New Trolls. Pino parte militare ed ha una pausa. Riprende dopo circa un anno creando altri gruppi e una propria etichetta discografica, La Clou Disque.  Nel 1969 I Trolls pubblicano il 45 giri A che vale vivere/Oggi come oggi WS 8012 su etichetta West Side di Cesare La Loggia.
Nel 2012 esce la compilation Trolls are back che vede rappresentata tutta la storia dei Trolls.
Il 2 giugno 2024, all'età di 77 anni, muore Pino Scarpettini in seguito ad una malattia (era nato il 31 maggio 1947); vent'anni prima pubblicò l'unico suo lavoro solista, 'La stanza del sogno'.

## Discografia

### Singoli
- 1966 – Dietro la nebbia/Questa sera
- 1966 – Cherish/Quando tornerò
- 1968 – Un mondo su misura/Credimi
- 1969 – Non crede signor ministro/L'eco del tuo cuore
- 1969 – A che vale vivere/Oggi come oggi
- 1969 – Un ragazzo che ti ama/Santo Domingo
- 1969 – Zum zum zum/Lacrime e pioggia
- 1969 – La storia di Serafino/Obladì obladà
- 1969 – Viso d'angelo/Tutta mia la città
- 1969 – Straordinariamente/Rose rosse